# Porsche 955 Cayenne

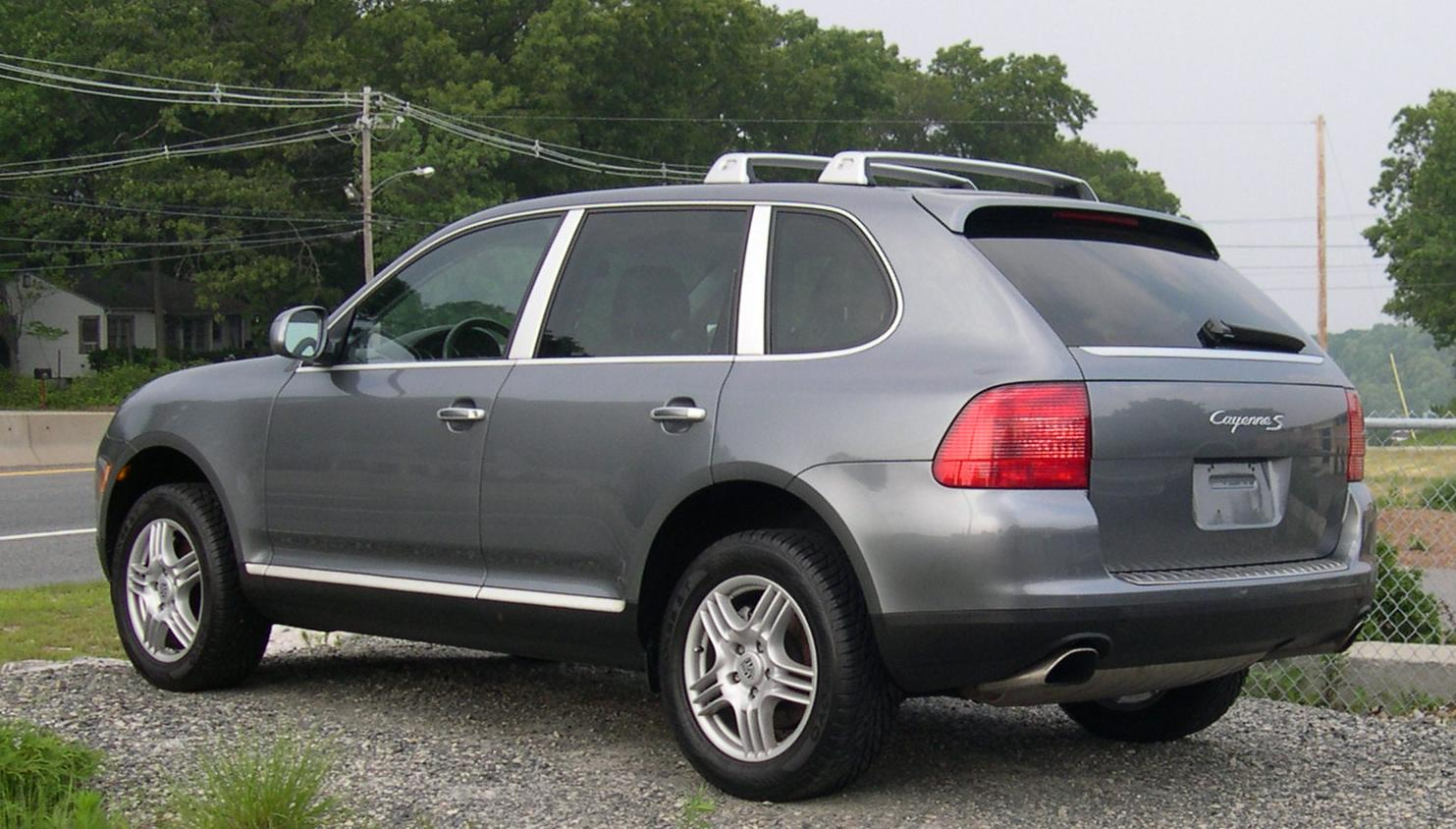
Porsche Cayenne S från 2004.

Porsche 955 Cayenne är en 5-sitsig SUV från Porsche, lanserad 2002. Bilen är utvecklad i samarbete med Volkswagen AG, som samtidigt utvecklade Volkswagen Touareg. Cayenne har permanent fyrhjulsdrift och finns i fyra versioner, med framförallt olika motorer eller effekt:
- Cayenne - 3189 cm³ VR6, 290 hk (213 kW), 385 Nm
- Cayenne S - 4511 cm³ V8, 385 hk (283 kW), 500 Nm
- Cayenne GTS - 4511 cm³ V8, 405 hk (298 kW), 500 Nm
- Cayenne Turbo - 4511 cm³ V8, 500 hk (368 kW), 700 Nm
- Cayenne Turbo S - 4511 cm³ V8, 550 hk (404 kW), 750 Nm
- Cayenne Diesel  - 2,967cm³ V6 240 hk (176 kw), 550 Nm